# Eclipse solar del 26 de febrero de 1998

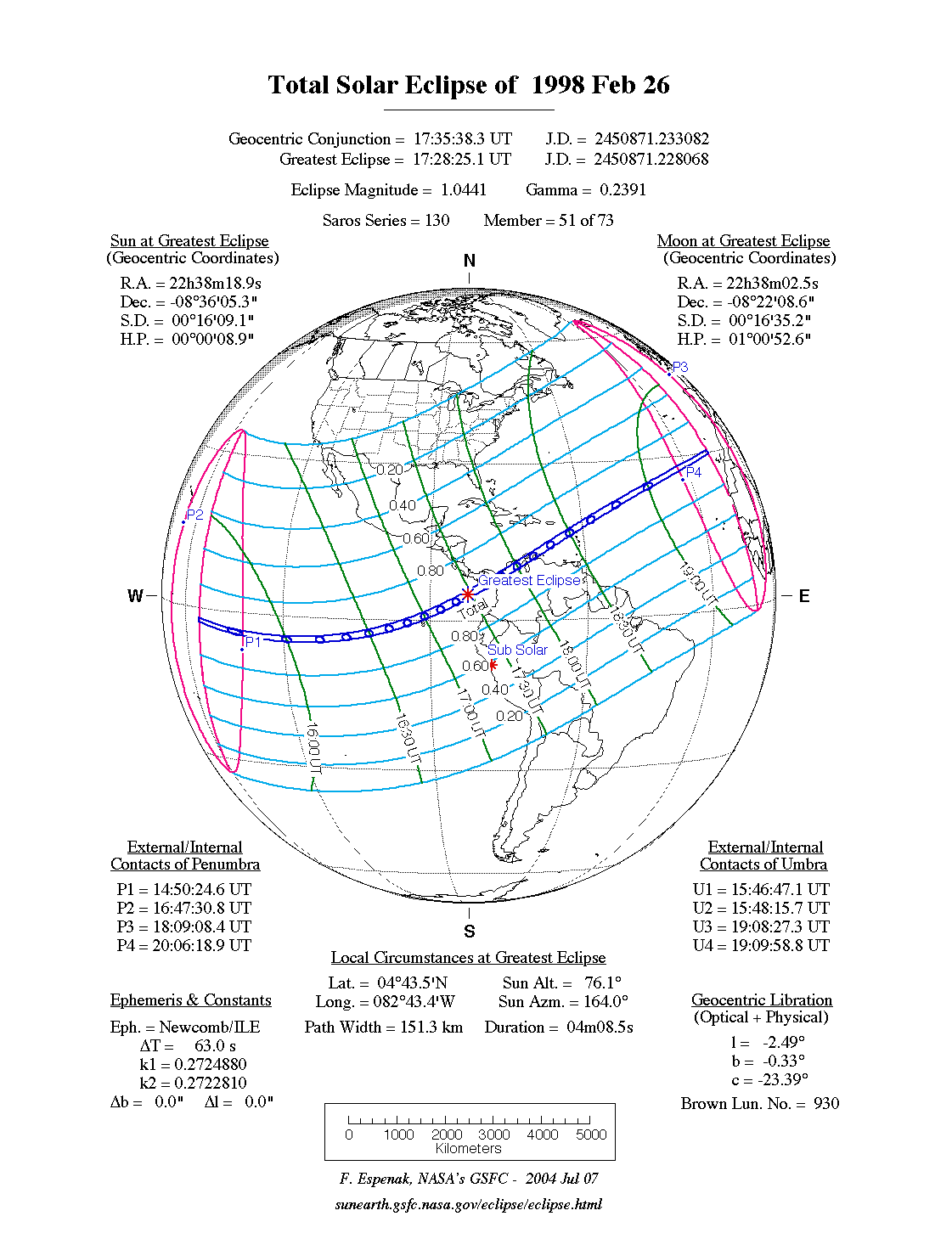
Trayectoria del eclipse.

El 26 de febrero de 1998 tuvo lugar un eclipse total de Sol sobre Suramérica, el océano Atlántico y Pacífico. En un eclipse total la Luna oculta por completo al Sol.

## Trayectoria
El eclipse comenzó sobre el Pacífico. Posteriormente cruzó Panamá, Colombia y Venezuela, para finalmente concluir con la puesta de sol sobre el océano Atlántico.
Antes del eclipse total, aproximadamente entre una hora y hora y media, comenzó la fase de parcialidad del eclipse en los países de Panamá, Colombia y Venezuela. La sombra circular de la luna que empezó a ocultar el disco solar se movía de oeste a este en el cielo. El primer borde de la Luna que ocultó al Sol fue el izquierdo, para los observadores del hemisferio norte terrestre.
El eclipse va progresando gradualmente y unos 15 minutos antes de la totalidad, el cielo se volvió extrañamente oscuro. En el primer y segundo minuto previo a la totalidad aparecieron las "sombras volantes", franjas de luz y sombra que se observaron desplazarse sobre las superficies planas.

### Observación
Maracaibo (Venezuela) fue la ciudad más poblada que estuvo en el recorrido de la franja de totalidad del Eclipse. Los puntos privilegiados de observación se ubicaron hacia el Norte de la ciudad a lo largo de la costa (Sinamaica). Se comentó que los vientos provenientes del Golfo de Venezuela estabilizaron la atmósfera y permitió observar imágenes claras del eclipse.
La Península de Paraguaná en Venezuela fue la última tierra continental que cubrió la franja de la línea central el eclipse.  Los lugares óptimos de observación fueron Puerto Escondido y San Lorenzo. En el Oeste del Golfo de Venezuela, la totalidad del eclipse abarcó la ciudad de Maracaibo y además los pueblos desde Villa del Rosario hasta Maicao. En el Sudoeste de Paraguaná, el Sur de Panamá, el Norte de Colombia y las Islas Galápagos también se observó un eclipse total. En el Caribe, las islas de Bonaire, Aruba, Curazao, Antigua, Montserrat y Guadalupe tuvieron la oportunidad de observar la totalidad del eclipse.
En la región no se repetirá un eclipse similar hasta el 23 de septiembre de 2071.